# Platja del Cristall

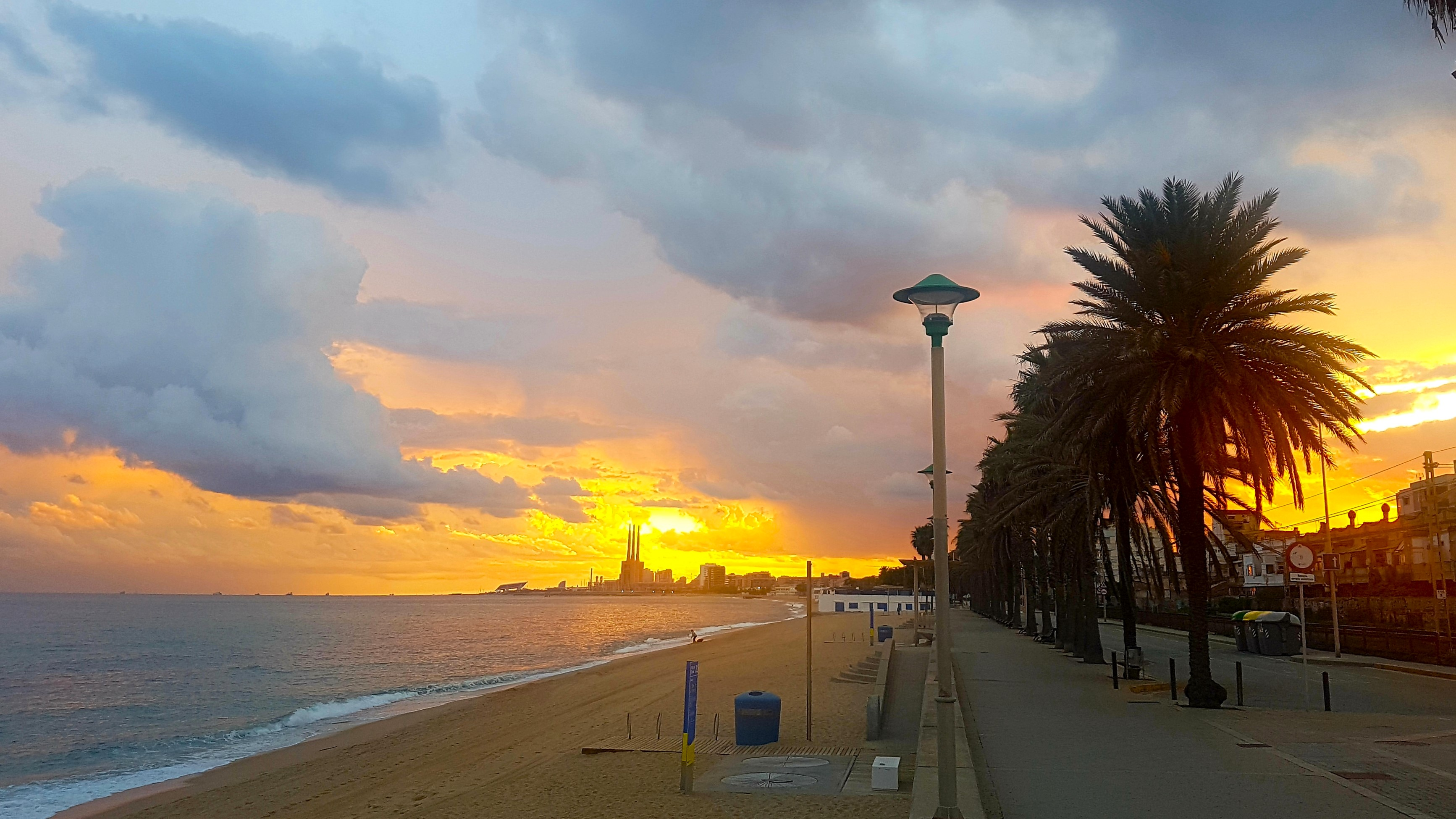
Platja del Cristall al vespre

La platja del Cristall és una platja urbana del municipi de Badalona (Barcelonès), situada al barri de Casagemes. Limita al nord-est amb el torrent de Vallmajor, que la separa de la platja de la Barca Maria, i pel sud-oest amb la riera de Canyadó, que la separa de la platja del Pont d'en Botifarreta. Té una longitud de 300 m i una amplada mitjana de 33 m, de sorra gruixuda i un pendent d'entrada a l'aigua suau. Disposa de locals de socorrisme, accessos i serveis habilitats per a persones amb discapacitat o mobilitat reduïda: places d'aparcament reservat, lavabos adaptats i passera de fusta. Ha obtingut diversos anys la distinció de Bandera Blava per la seva qualitat ambiental i d'instal·lacions.
El seu nom és degut a la fàbrica El Cristall Badalona que hi havia hagut al lloc.
Els temporals provoquen la pèrdua de sorra, fent aparèixer restes d'antigues construccions, que el Ministerio para la Transición Ecológica y el Reto Demográfico s'encarrega de retirar.